# 孫傅
孫傅（？—1128年），字伯野。北宋海州（今连云港市西南）人。

## 生平

### 早年经历
孙傅进士出身，中词学兼茂科，先后担任秘书省正字、校书郎、监察御史、礼部员外郎。蔡翛时任礼部尚书，孙傅向他陈述天下政事，劝他早点做些更改，否则一定失败。蔡翛没有采纳。迁任秘书少监，官至中书舍人。宣和末年，高丽向北宋进贡，使者所过之地，征调民夫修建舟船，骚然烦费。孙傅说：“滥用民力妨碍农事，对于中原没有丝毫好处。”宰相认为他的言论与苏轼相同，上奏降贬他安置于蕲州。给事中许翰认为孙傅议论虽然偶尔与苏轼相同，但没有别的意思，以职论事而受到指责实在过分。许翰也被免去职务。
靖康元年（1126年），孙傅受召入京任给事中，升任兵部尚书。孙傅上章请求恢复祖宗法度，宋钦宗问他，孙傅说：“祖宗法度有利于人民，熙宁、元丰法度有利于国家，崇宁、大观法度有利于奸臣。”时人认为是名言。十一月，孙傅授任尚书右丞，不久改任同知枢密院。

### 靖康之变
金朝围困开封，孙傅日夜亲自抵挡箭石。他读到丘浚《感事诗》，有“郭京杨适刘无忌”的话，于是在市民中找到劉无忌，龙卫兵中找到郭京。好事者说郭京能施“六甲法”，可以生擒完颜宗翰、完颜宗望二将，将金人扫荡无余，“六甲法”需要用七千七百七十七人。宋廷对郭京深信不疑，给他任命官职，赐给他金帛数万，让他自行募兵，不管是否拥有技艺，只挑选生辰八字是否合乎六甲。所得皆为市井游手好闲之徒，十天挑选完成。有武将欲为偏裨，郭京不允许，说：“你身材虽然勇猛，可是第二年正月就当死去，恐怕拖累我。”他的荒诞狂妄类似这样。金军进攻更加紧迫，郭京谈笑自如，说：“择日出兵三百，可致太平，直袭击至阴山乃止。”
孙傅与开封府尹何对他尤为相信，推心置腹的对待他。有人上书求见孙傅，说：“自古没听说过能用巫术战胜敌人的。就算相信郭京的话，也最好给他少量的兵卒，等他小有立功，再一步步地递进。现在如果太倚重他的话，恐怕他必定让国家蒙羞。”孙傅大怒说：“郭京就是为现在这个事而生的，敌营中的琐碎小事，他全知道。幸亏你是和我孙傅讲这种诋毁郭京的话，如果告诉别人，将以扰乱军心的罪名控告你。”作揖让他出去。又有人自称“六丁力士”、“天关大将”、“北斗神兵”，大都仿效郭京的做法，有识之士深感危险。郭京说：“不到危急时，我军不得出战。”何几次催促他，他再三延期，闰十一月二十五日，才打开宣化门出兵，戒令守城墙的人都下去，不得偷看。郭京与张叔夜坐在城楼上。金兵分从四面鼓噪而攻，郭京军败退，掉进护龙河，护龙河被尸体填满，城门急忙关闭。郭京急忙跟张叔夜说：“必须亲自下去作法。”于是下城，带领残兵向南方逃走。当天，金兵攻进开封。
靖康二年（1127年）正月，宋钦宗前往金军大营，以孙傅辅佐太子赵谌留守京城，仍然兼任少傅。钦宗十多天还不回来，孙傅多次寄信给金营乞请放回钦宗。金朝废立皇帝的檄书传来，孙傅大哭道：“我只知道我的君主可以在中国称帝，如果拥戴异姓为帝，我就应当为此而死。”金人来索要太上皇、皇后、诸王、妃子公主，孙傅留住太子不放行。秘密谋划把他藏在民间，另外找两个像宦官的人杀死，并杀死十几个囚犯，把他们的头送给金人，欺骗金人说：“宦官想要把太子秘密送出，京城人争相斗杀了宦官，误杀了太子。我于是率兵讨伐平定，杀死作乱的人献过来。如果不停止索求，我就会自杀。”五天以后，没有人肯承担此事。孙傅说：“我是太子的师傅，应当与太子同生共死。金人虽然不索求我，我应当与太子同行，求见两位敌帅当面责斥他们，事情或许可以成功。”孙傅住在皇城司值班，他的儿子来看望他，他叱骂他的儿子道：“让你不要来，却竟然来了！我已经决心为国殉难，即使你们来一百个人又有什么改变！”挥手让他赶快离开。他的儿子也哭着说：“大人以身殉国，儿子还有什么说的。”孙傅于是把留守事托付给王时雍，而跟从太子出城。到南薰门时，范琼极力劝阻他，守城门的金兵说：“金人想要的是太子，留守何必参预？”孙傅说：“我是宋朝大臣，而且是太子的师傅，应当死从。”当晚，住在城门下，第二天，金人召他前去。第二年二月，孙傅死在北方金人朝廷。绍兴年间，被追赠为开府仪同三司，谥号为忠定。

## 延伸阅读
[在维基数据编辑]
 《宋史/卷353》，出自脱脱《宋史》